# Frances Hyland
Frances Hyland (Shaunavon, 25 de abril de 1927 - Toronto, 11 de julio de 2004) fue una actriz canadiense de teatro, cine y televisión.
Hyland estudió en la Real Academia de Arte Dramático, haciendo su debut profesional en Londres como Stella en Un tranvía llamado Deseo, junto a John Gielgud. En 1954, regresó a Canadá, convirtiéndose en una habitual del Stratford Festival en Ontario. Sus papeles en el teatro incluyen a Isabella (en Medida por medida), Portia (en El mercader de Venecia), Olivia (en Noche de reyes), Perdita (en The Winter's Tale), Desdémona (en Otelo) y Ofelia (en Hamlet). Apareció en películas como The Changeling (1980), The Hounds of Notre Dame (1980), Happy Birthday to Me (1981), The Lotus Eaters (1993) y Never Talk to Strangers (1995). También destacó en televisión, incluyendo en Road to Avonlea.

## Vida personal y premios
Hyland nació en 1927 en Shaunavon, una pequeña ciudad al sureste de Swift Current, hija de Jessie, una profesora y Thomas Hyland, un vendedor. Sus padres se separaron, se reconciliaron y finalmente se separaron definitivamente durante la primera década de vida de Hyland. Nunca volvió a ver a su padre de nuevo. 
Frances Hyland se graduó en 1948 de la Universidad de Saskatchewan con un bachillerato en inglés. 
En 1970, recibió la Orden de Canadá. En 1994, Hyland recibió el mayor premio en el género del teatro por su contribución al teatro canadiense.
Estuvo casada en una ocasión con George McCowan, la pareja tuvo un hijo, Evan.

## Filmografía
- Drylanders (1963)
- Each Day That Comes (1966)
- Another Smith for Paradise (1972)
- The Changeling (1980)
- The Hounds of Notre Dame (1980)
- Happy Birthday to Me (1981)
- The Sight (1983)
- The Lotus Eaters (1993)
- Never Talk to Strangers (1995)